# Rörums församling
Rörums församling var en församling i Vemmenhögs, Ljunits, Herrestads, Färs och Österlens kontrakt i Lunds stift. Församlingen låg i Simrishamns kommun i Skåne län och ingick i Simrishamns pastorat. År 2020 uppgick församlingen i Simrishamns församling.

## Administrativ historik
Församlingen har medeltida ursprung.
Församlingen var till 1 maj 1930 annexförsamling i pastoratet (Östra) Vemmerlöv och Rörum. Från 1 maj 1930 till 2006 var församlingen annexförsamling i pastoratet Sankt Olof och Rörum. Församlingen ingick från 2006 i Simrishamns pastorat. År 2020 uppgick församlingen i Simrishamns församling.

## Kyrkor
- Rörums kyrka